# Roeland van de Geer
Roeland van de Geer (Amsterdam, 19 februari 1953) is een Nederlands diplomaat die benoemd is tot speciale vertegenwoordiger van de Europese Unie in het Grote Merengebied.
Van de Geer  studeerde politicologie aan de Vrije Universiteit. Hij was werkzaam bij de Nederlands diplomatieke dienst en diende onder meer als ambassadeur in Mozambique en Afghanistan. 
Sinds februari 2007 geeft hij leiding aan het team van EU-vertegenwoordigers in het Grote Merengebied met speciale aandacht voor de democratie in de Democratische Republiek Congo, Burundi en Rwanda.
Op 15 september 2010 werd bekend dat Van de Geer de eerste ambassadeur van de EU in Zuid-Afrika zal worden.